# Sam James
Pour les articles homonymes, voir James.
Pas d'image ? Cliquez ici

a Compétitions nationales et continentales officielles uniquement.

b Matchs officiels uniquement.
Dernière mise à jour le 20 octobre 2024.
Sam James, né le 3 juillet 1994 à Manchester (Angleterre), est un joueur anglais de rugby à XV jouant aux postes de centre, arrière et demi d'ouverture au Racing 92 depuis 2024.
Il est formé aux Sale Sharks où il joue durant onze ans, de 2013 à 2024. Durant cette période est à la limite de la sélection anglaise mais ne joue jamais avec. Puis, il quitte son pays pour la France et rejoint le Racing 92.
Son frère cadet, Luke James (en), est également un joueur professionnel de rugby à XV.

## Biographie

### Jeunesse et formation
Sam James naît le 3 juillet 1994 à Manchester en Angleterre. Durant sa jeunesse il pratique le rugby à XV et joue pour le Manchester Rugby Club. Il est également international anglais avec les moins de 19 ans. En parallèle, il fréquente la Wilmslow High School (en). Il a un frère cadet, Luke James (en), qui pratique lui aussi le rugby à XV.
En 2012, il rejoint les Sale Sharks, après avoir été ramasseur de balles au Edgeley Park, l'ancien stade du club.

### Sale Sharks (2013-2024)
Sam James fait ses débuts professionnels en fin de saison 2012-2013, lors d'un match de championnat contre les Northampton Saints. Il s'agit de son seul match de la saison, puis rejoue seulement un an et demi plus tard, en début de saison 2014-2015, où il participe à quelques matchs de Coupe anglo-galloise. C'est durant la saison 2015-2016 qu'il est définitivement intégré à l'équipe professionnelle et qu'il commence à enchaîner les matchs avec les Sale Sharks. Il marque notamment son premier essai avec son club formateur, face à Northampton. À la fin de cette saison durant laquelle il se révèle, marquant sept essais en vingt-quatre matchs, il participe à la tournée des England Saxons qui affrontent l'Afrique du Sud. Il prolonge ensuite son contrat de quatre ans avec les Sharks.
Puis, en fin de saison suivante, au mois de mai 2017, ses bonnes et régulières performances en club son récompensées. En effet, il est retenu pour jouer avec l'équipe d'Angleterre A un match amical face aux Barbarians, durant lequel il est l'auteur d'une passe décisive pour Nathan Earle. Un mois plus tard, il est ensuite sélectionné pour la première fois de sa carrière avec le XV de la Rose pour la tournée d'été en Argentine. Il ne connaît toutefois pas sa première cape à cette occasion.
En 2018-2019, il est le seul joueur de Premiership à avoir joué chaque minute de la saison. L'année suivante, en 2019-2020, il est retenu dans l'équipe type du championnat. En 2020, il remporte également la Coupe d'Angleterre en battant les Harlequins sur le score de 27 à 19.
Durant la saison 2022-2023, les Sharks terminent deuxième du classement général, après une large victoire 54 à 12 lors de la dernière journée contre les Newcastle Falcons, grâce notamment à un doublé de Sam James. Son club se qualifie ensuite en finale de la Premiership après avoir éliminé les Leicester Tigers en demi-finale. Pour cette rencontre face aux Saracens, Sam James entre en jeu à la place de Manu Tuilagi à treize minutes de la fin de ce match perdu 35 à 25,.
En fin de saison 2023-2024, à l'âge de 29 ans et après 236 matchs joués, Sam James décide de quitter son club formateur, au bout de onze ans joués avec celui-ci. Il joue son dernier match avec les Sharks lors de la demi-finale de championnat perdue contre Bath Rugby.

### Transfert au Racing 92 (depuis 2024)
Après avoir annoncé son départ de Sale, Sam James est alors courtisé par plusieurs clubs, des clubs français : la Section paloise et le Racing 92 et par un club japonais : les Yokohama Canon Eagles. Finalement, il s'engage à partir de la saison 2024-2025 avec le club francilien, entraîné par son compatriote Stuart Lancaster, pour une saison, plus une autre en option. Il joue son premier match avec le Racing 92 dès la première journée de Top 14 contre le Castres olympique ; il est titularisé au centre aux côtés de Gaël Fickou.

## Palmarès

### En club
- Sale Sharks
  - Vainqueur de la Coupe d'Angleterre en 2020
  - Finaliste du Championnat d'Angleterre en 2023

### Distinctions personnelles
- Membre de l'équipe type du Championnat d'Angleterre en 2020